# Фабрика Фагус
Фабрика Фаґус (нім. Fagus Fabrik або нім. Fagus Werk) — остання фабрика взуття в Альфельді на острові Лейне, Нижня Саксонія, Німеччина, є важливим зразком архітектури модернізму. За замовленням власника Карла Беншайдта, який хотів, щоб радикальна структура відобразила відрив компанії від минулого, була розроблена Вальтером Ґропіусом та Адольфом Меєром. Була побудована між 1911 і 1913 роками, з надбудовами та інтер'єрами, завершеними в 1925 році.

## Вплив

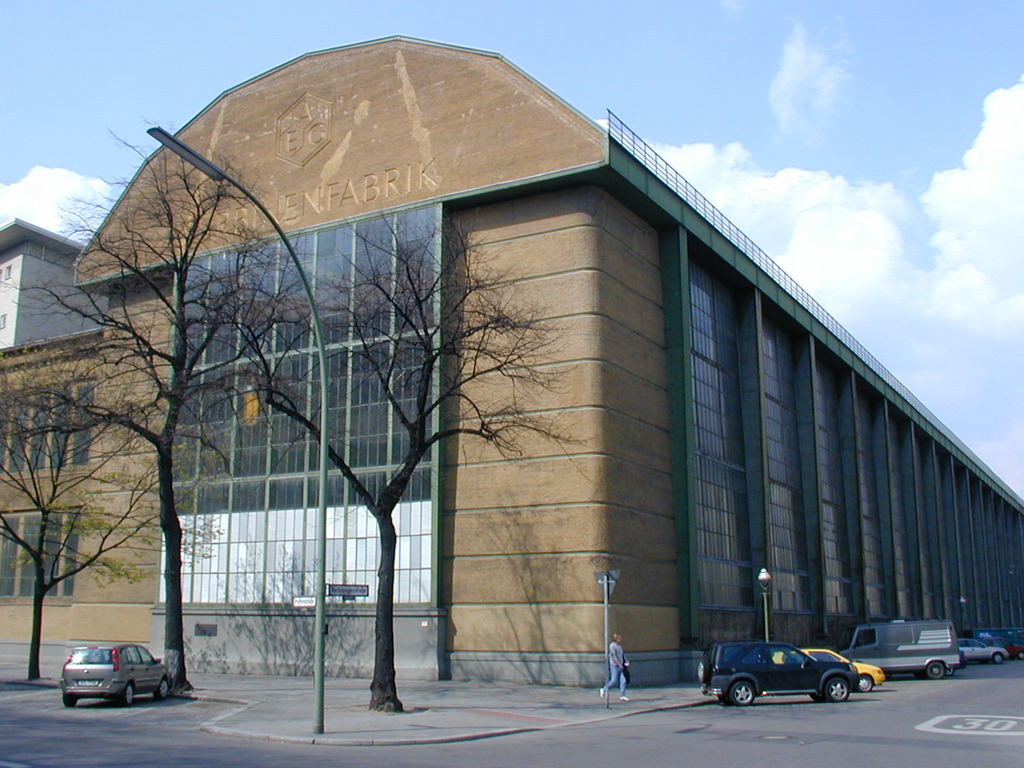
Турбінний завод AEG Петера Беренса

Будівля, яка справила найбільший вплив на дизайн фабрики Фаґус, — це турбінний завод AEG у Берліні 1909 р., спроєктований Петером Беренсом. Ґропіус та Мейєр працювали над проєктом і разом із фабрикою Фаґус представили своє тлумачення та критику роботи свого вчителя. Головну будівлю Фаґус можна розглядати як інверсію турбінного заводу AEG. Обидва мають кути, вільні від опор, і скляні поверхні між опорами, які закривають усю висоту будівлі. Однак на заводі турбін AEG кути закриті важкими елементами, які косі всередині. Скляні поверхні також косі всередині і заглиблені по відношенню до опор. Опорні елементи ослаблені, а будівля має вигляд стійкості та монументальності. На фабриці Фаґус відбувається навпаки; кути залишаються відкритими, а стовпи заглиблені, залишаючи скляну поверхню попереду. Ґропіус описує цю трансформацію, кажучи:
«Роль стін обмежується лише простими екранами, розтягнутими між вертикальними колонами каркаса, щоб уникнути дощу, холоду та шуму».
Під час проєктування фабрики Фаґус Ґропіус збирав фотографії промислових будівель у США для використання у виданні Deutscher Werkbund. Дизайн цих американських заводів також став джерелом натхнення для Фаґуса.

## Історія будівництва

### Власник Фаґус

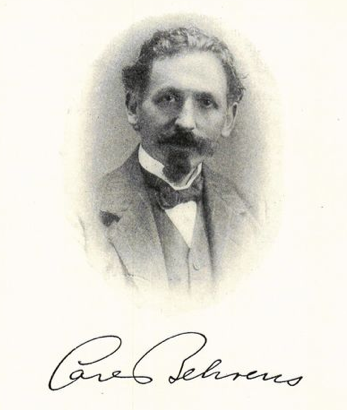
Карл Беренс, 1922 рік

Карл Беншайдт (1858—1947) заснував компанію Фаґус у 1910 році. Потім він почав, працюючи на Арнольда Рікклі, який практикував натуропатію, і саме там він дізнався про ортопедичну взуттєву колодку. У 1887 році Беншайдт був найнятий останнім виробником взуття Карлом Беренсом — керівником робіт на своїй фабриці в Альфельді. Після смерті Беренса в 1896 році Беншайдт став генеральним директором компанії, яка була на шляху до того, щоб стати однією з найбільших у цьому секторі в Німеччині. У жовтні 1910 року він пішов у відставку через розбіжності з сином Беренса.

### Комісія
Після відставки Беншайдт негайно заснував власну компанію. Він налагодив партнерство з американською компанією, набувши капіталу та досвіду. Викупив землю навпроти фабрики Беренса і найняв архітектора Едуарда Вернера (1847—1923), якого він знав із попередньої реконструкції фабрики Беренса. Хоча Вернер був фахівцем із фабричного дизайну, Беншайдт не був задоволений зовнішнім виглядом дизайну. Його завод був відокремлений від заводу Беренса залізничною колією, і Беншайдт подумав про висоту будівлі з того боку (на північ) як про постійну рекламу своєї фабрики. У січні 1911 року він зв'язався з Вальтером Ґропіусом і запропонував йому переробити фасади плану Вернера. Ґропіус прийняв пропозицію, і почалося співробітництво, яке тривало до 1925 року, коли були завершені останні будівлі на цьому місці.

### Будівництво
Під час будівництва Ґропіус та його партнер Мейєр були під великим тиском, щоб дотримуватися темпу роботи. Будівництво розпочалося у травні 1911 року на основі планів Вернера, і Беншайдт хотів, щоб фабрика запрацювала до зими того ж року. Це було досягнуто значною мірою, і в 1912 році Ґропіус та Мейєр розробляли інтер'єри головної будівлі та другорядних менших будівель на цьому місці.
Для того, щоб оплатити додаткові витрати на проєктування Ґропіуса, Беншайдт та його американські партнери вирішили обрати меншу будівлю, ніж та, що насправді планувалася. Взимку 1912 року стало зрозуміло, що завод не встигає за кількістю замовлень, і було прийнято рішення про велике розширення. Цього разу контракт надійшов безпосередньо до Ґропіуса та Мейєра, і відтепер вони мали бути єдиними архітекторами будівель Фаґус. Розширення практично подвоїло поверхню будівель, додавши до вуличного (південного) боку. Це дало можливість створити належну висоту вулиці. Спочатку основною висотою вважалася північна висота, що стояла перед залізницею та заводом Беренса. 
Роботи з розширення розпочалися в 1913 році, і вони ледве закінчилися, коли почалася Перша світова війна. Під час війни можна було виконувати лише незначні роботи, такі як електростанція та труба димоходу, що стало помітною характеристикою будівельного комплексу. 
Після війни роботи тривали, додавши незначні будівлі, такі як будинок носильника та стіна огорожі. За цей час архітектори у співпраці з викладачами та студентами з Баугаузу спроєктували інтер'єри та меблі головної будівлі. Вони також рекомендували Беншайдту різних дизайнерів для рекламної кампанії Фаґус. З 1923 по 1925 роки архітектори також працювали над новим розширенням, але цього так і не відбулося. Лише в 1927 році Беншайдт написав Ґропіусу пояснення, що вся діяльність має припинитися до подальшого повідомлення через фінансові труднощі. 

### Будівля
Будівля, яку зазвичай називають будівлею Фаґус, є головною будівлею. Вона була побудована в 1911 році за планом Вернера, але зі скляними фасадами, спроєктованими Ґропіусом та Мейєром, а потім розширений у 1913 році. Будівля Фаґус — це основа з темної цегли заввишки 40 метрів, яка виступає з фасаду на 4 метри. Вхід із годинником є частиною розширення 1913 року. Інтер'єри будівлі, яка містила переважно офіси, були закінчені в середині 20-х років. Інші дві великі будівлі на цьому місці — це виробничий цех і склад. Обидва були побудовані в 1911 році і розширені в 1913 році. Виробничий цех — це одноповерхова будівля. Вона була майже непомітна з висоти залізниці (північ) і набула належного фасаду після розширення. Склад — це чотириповерхова будівля з кількома отворами. Його дизайн уважно слідував первісному плану Вернера, і він залишився осторонь багатьох фотографій. Крім них, на місці є різні невеликі будівлі, спроєктовані Ґропіусом та Мейєром. Ґропіус та Мейєр змогли запровадити лише незначні зміни у загальній схемі заводського комплексу. У цілому було здійснено планування Вернера для окремих будівель у комплексі; більша однорідність та узгодженість були досягнуті, однак, за допомогою редукціонізму Ґропіуса та Мейєра у формі, матеріалі та кольорі. 

### Будівельна система
Протягом багатьох років люди вважали, що головна будівля зроблена з бетону або сталі через її скляний фасад. Однак під час його реконструкції у 80-х роках стало зрозуміло, що це не так. Юрген Гьотц, інженер, відповідальний за оновлення з 1982 року, описує систему будівництва так:
«Основну будівлю було зведено поверх структурно стійкого підвалу з плоскими ковпаками. Для армування стін підвалу використовувався неармований бетон (бетон компресований), змішаний із галькою, що не в змозі витримати великі індивідуальні навантаження. З підвалу вгору будівля здійнялася в простий цегляній кладці з армованими дерев'яними підлогами. Стелі були підкріплені опалубкою та оброблені чорновою гіпсовою штукатуркою з боку установки послуг. Підлоги складалися з дощок на вільних шпалах — тобто шпалах, які не були закріплені між балками підлоги. Отже, стелі в головній будівлі не були суцільними ножицями і, отже, не могли виконувати необхідну функцію кріплення».
Те саме непорозуміння існує щодо скляного фасаду будівлі, яке багато письменників описують як навісну стіну, подібну до тієї, що Ґропіус використовував для будівлі Баухаус Дессау. Гетц описує це так:
«Віконні отвори були внутрішніми рамами, що складаються з L-балок; внутрішні елементи з горизонтальними та вертикальними середниками відрізнялися тим, що зовні всі вертикалі виглядали більш стрункими, а горизонталі — ширшими. Однак ці слави були лише заввишки від підлоги до поверху, прикрученими до будівлі з чотирьох боків; один струнний хід, що сягав трьох поверхів, насправді складався з трьох різних секцій. Уздовж будівлі сталеві пластини завтовшки 3 міліметри герметизували клин між віконною рамою та опорами.»
Цей опис стосується лише основної будівлі. Гетц зауважує, що інші будівлі були набагато простішими, а деякі з них насправді були бетонними та/або сталевими.

### Дизайн
Уперше повний фасад задумується зі скла. Опорні стовпи зводяться до вузьких стінок цегли. Кути залишаються без будь-якої опори, створюючи безпрецедентне відчуття відкритості та безперервності між внутрішнім і зовнішнім виглядом. Вираз плоского даху також змінився. Тільки в будівлі [[[Будинок Штайнера]], Відень] Адольфа Лооса, яка була зведене за рік до фабрики Фаґус, ми бачили те саме відчуття чистого куба. Ще одна надзвичайно важлива риса будівлі Ґропіуса — це те, що завдяки великим просторам прозорого скла звичайне жорстке розділення зовнішнього та внутрішнього простору знищується.
— Ніколаус Певснер Піонери сучасного дизайну
Хоча всі будівлі на цьому місці побудовані з різними системами, вони дають загальний образ і виглядають як єдине ціле. Архітектори досягли цього, використовуючи деякі загальні елементи у всіх будівлях. Перший — використання скляних вікон від підлоги до стелі на сталевих рамах, які обходять кути будівель без видимої (більшість часу без будь-якої) структурної опори. Іншим поєднуючим елементом є використання цегли. Усі будівлі мають базу близько 40 см чорної цегли, а решта побудована з жовтої цегли. Поєднаний ефект — це відчуття легкості або, як це назвав Ґропіус, «ефіризація».
Для того, щоб посилити це відчуття легкості, Ґропіус та Мейєр використали низку оптичних уточнень, таких як більші горизонтальні, ніж вертикальні елементи на вікнах, довші вікна на кутах та вищі вікна на останньому поверсі. 

Дизайн будівлі був орієнтований на бік залізниці. Беншайдт вважав, що точка зору пасажирів у поїздах визначає образ будівлі і надає велику вагу фасаду з цього боку. Петер Беренс (з яким Ґропіус та Мейєр працювали за рік до початку роботи на фабриці Фаґус) уже зазначав, що архітектори повинні враховувати те, як швидкість сучасного транспорту впливає на сприйняття архітектури. Ґропіус також коментував цю тему у своїх працях. За словами історика архітектури Аннемарі Джеґджі, ці думки були важливими для дизайну Фаґуса:
«Анімоване коливання висоти, зміна між горизонтальною структурою та вертикальними ритмами, важкі закриті об'єми та легкі розчинені тканини — це показники підходу, який свідомо використовував контрасти, досягаючи гармонії протилежностей у спосіб, який найкраще виражається у зображувальному чи наочному вигляді структура, створена з точки зору залізничних колій».

## Галерея

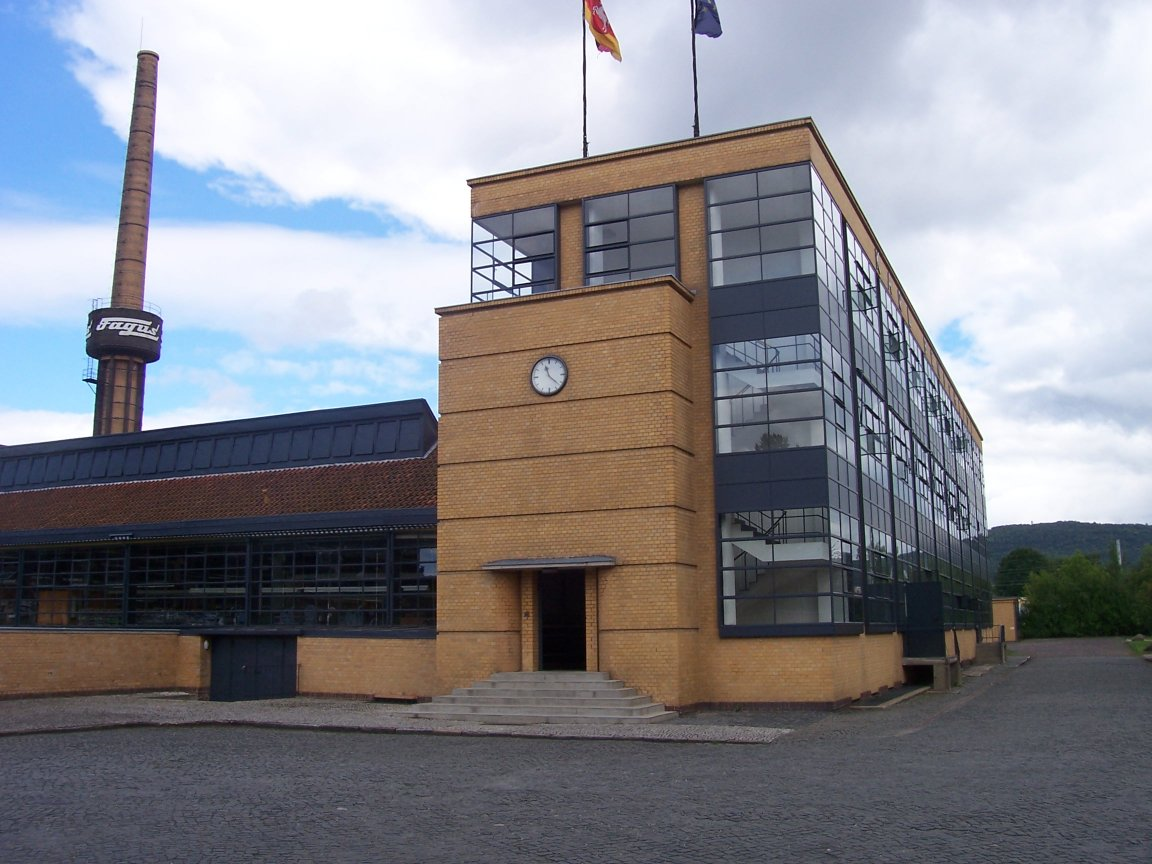
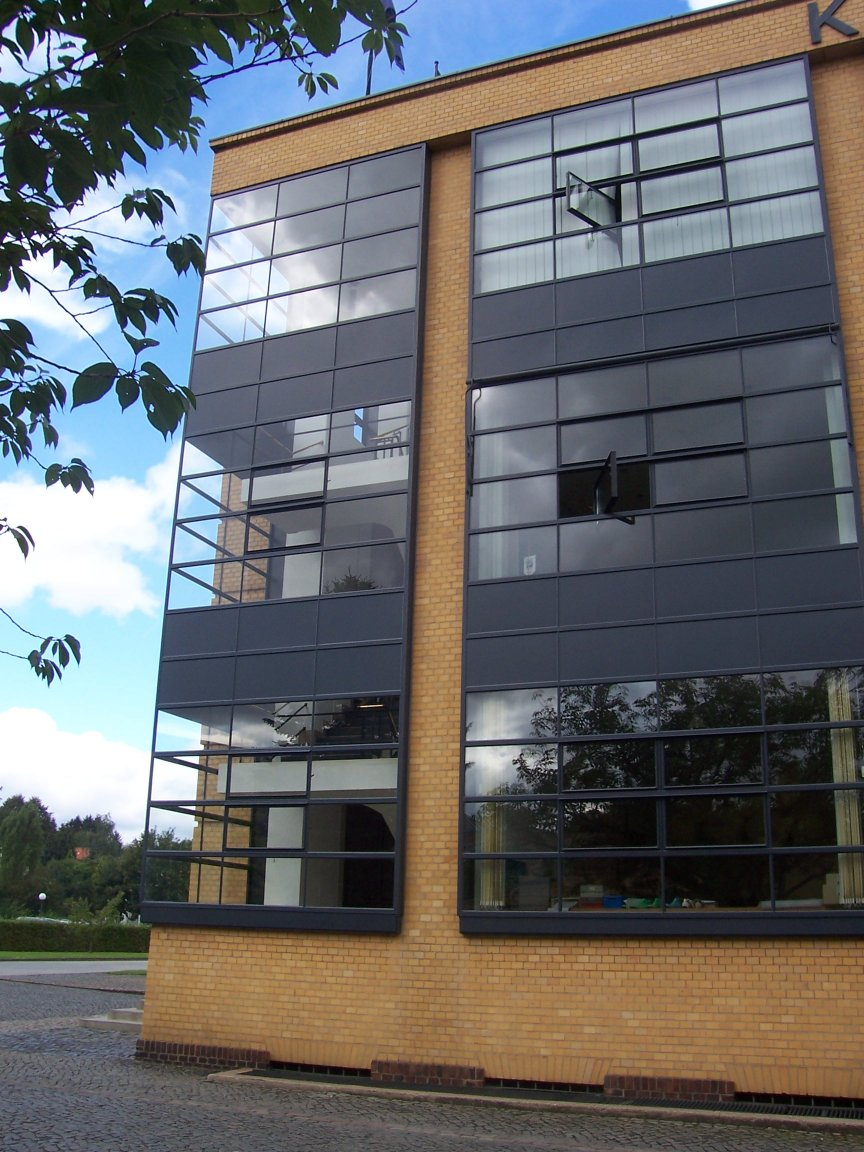
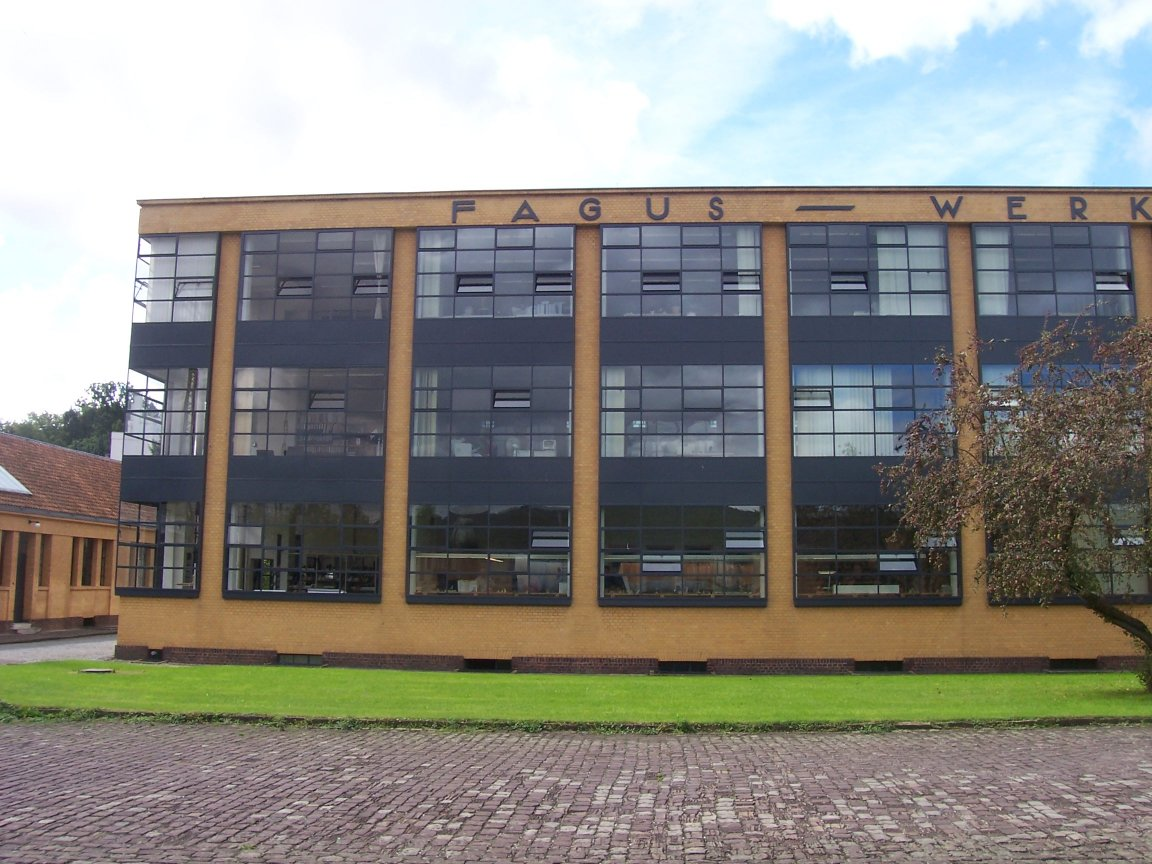